# Beta Trianguli
Beta Trianguli (β Trianguli, förkortat Beta Tri, β Tri), som är stjärnans Bayer-beteckning, är en dubbelstjärna i den norra delen av stjärnbilden Triangeln. Den har en kombinerad genomsnittlig skenbar magnitud av 3,00, är den ljusaste stjärnan i stjärnbilden och är synlig för blotta ögat där ljusföroreningar ej förekommer. Baserat på parallaxmätningar i Hipparcos-uppdraget på 25,7 mas beräknas den befinna sig på ca 127 ljusårs (39 parsek) avstånd från solen.

## Nomenklatur
I kombination med Alfa Trianguli kallades dessa stjärnor Al Mīzān, som är arabiska för "Vågbalken". Även om den är den starkast lysande stjärnan i stjärnbilden har Beta Trianguli inte fått något eget riktigt namn.

## Egenskaper
Primärstjärnan Beta Trianguli A är en gul till vit underjättestjärna av spektralklass A5 IV. Den har en massa som är ca 3,5 gånger solens massa, en radie som är ca 4,6 gånger större än solens och utsänder ca 74 gånger mera energi än solen från dess fotosfär vid en effektiv temperatur på ca 8 200 K.
Beta Trianguli är en dubbelsidig spektroskopisk dubbelstjärna med en omloppsperiod på 31,39 dygn och en excentricitet på 0,53. Stjärnorna är separerade med ett avstånd på mindre än 5 AE. Klassificeringen är osäker och överensstämmer inte med den massa som kan härledas från omloppet. Den tillhör de minsta variabla stjärnor som observerats av Hipparcosteleskopet, med en variation i magnitud av endast 0,0005 enheter.
Baserat på observationer med Spitzer rymdteleskop, rapporterade 2005, visar stjärnan ett överskott av infraröd strålning, som kan förklaras av en omgivande stoftskiva. Denna avger infraröd strålning vid en svartkroppstemperatur på 100 K och antas sträcka sig mellan 50 och 400 AE från stjärnorna.